# 데이터 매트릭스

"Wikipedia, the free encyclopedia"라는 텍스트를 인코딩한 데이터 매트릭스의 예

데이터 매트릭스(Data Matrix)는 정사각형이나 직사각형 패턴으로 배열된 흑백 "셀" 또는 점으로 구성된 2차원 코드이다. 인코딩되는 정보는 텍스트 데이터나 숫자 데이터일 수 있다. 일반적인 데이터 크기는 몇 바이트에서 최대 1556 바이트까지이다. 인코딩된 데이터의 길이는 행렬의 셀 수에 따라 달라진다. 한 개 또는 두 개의 셀이 손상을 입어 데이터를 읽을 수 없다고 하더라도 이를 대비하여 오류 정정 코드가 종종 이용된다. 데이터 매트릭스 기호는 최대 2,335개의 영숫자 문자를 저장할 수 있다.
데이터 매트릭스는 직사각형이며, 비트를 나타내는 정사각형 "셀"로 구성된다. 사용된 코딩에 따라, "밝은" 셀은 0을 나타내고, "어두운" 셀은 1을 나타내거나 그 반대일 수도 있다. 모든 데이터 매트릭스는 "L"자 모양의 두 개의 인접한 단색 테두리("파인더 패턴"이라고 함)와 어둡고 밝은 "셀" 또는 모듈이 번갈아 가며 구성된 두 개의 다른 테두리("타이밍 패턴"이라고 함)로 구성된다. 파인더 패턴은 기호의 위치를 파악하고 방향을 정하는 데 사용되고, 타이밍 패턴은 기호의 행과 열의 개수를 계산한다. 코드에 더 많은 데이터가 인코딩될수록 셀(행과 열)의 수가 늘어난다.새로운 버전 ECC 200에서는 코드의 크기가 10×10에서 144×144까지이며, 기존 버전 ECC 000~140에서는 9×9에서 49×49까지이다.
다이소에서 사용하는 2차원 바코드는 QR코드가 아니라 데이터 매트릭스이다.